# Tres Islas (Uruguay)
Tres Islas es una localidad uruguaya del departamento de Cerro Largo.

## Ubicación
La localidad se encuentra situada, en la zona oeste del departamento de Cerro Largo, sobre el cerro de igual nombre, al norte del arroyo Quebracho, y junto a camino secundario que la une con la ruta 7. Dista 22 km de la ciudad de Fraile Muerto y 62 km de la capital departamental Melo.

## Población
De acuerdo al censo de 2011 la localidad contaba con una población de 195 habitantes.
| 216           | 190 | 182 | 132 | 211 | 195 |
| (Fuente: INE) |     |     |     |     |     |